# Zeeroofdieren
Zeeroofdieren (ook wel vinpotigen genoemd) zijn een clade van zeezoogdieren binnen de onderorde Caniformia.  

## Leefwijze
Vinpotigen zijn vleesetende roofdieren die volledig zijn aangepast aan het jagen in het water. Hun ledematen zijn geëvolueerd tot vinpoten; voor- en achterpoten kunnen zowel gebruikt worden om te zwemmen als om op te lopen. Hierdoor zijn vinpotigen in staat om zich zowel in het water als op het land voort te bewegen. Ze bewegen zich op land doorgaans traag en onhandig voort, terwijl ze in het water, mede dankzij hun gestroomlijnde lichaam, uitermate snelle en wendbare zwemmers zijn. Ze worden beschermd tegen het omringende koude water door een dikke vetlaag.
Ze zijn aan land gebonden door de voortplanting: jongen worden op het land geboren. De jongen zijn kwetsbaar en groeien relatief snel op.

## Verspreiding en leefgebied
Zeeroofdieren komen voor langs de kusten van de meeste zeeën en oceanen. Ook leven enkele populaties in zoetwatermeren, zoals de Baikalrobben van het Baikalmeer. 

## Taxonomie
Tot de vinpotigen behoren de volgende families:
- Zeehonden (Phocidae) (waartoe de zeeolifanten behoren)
- Superfamilie Otarioidea
  - Oorrobben (Otariidae) (waartoe de zeeleeuwen en de zeeberen behoren)
  - Walrussen (Odobenidae)

Vroeger werden ze wel tot een aparte onderorde of zelfs orde gerekend, Pinnipedia genaamd, maar tegenwoordig worden ze ingedeeld als een groep binnen de onderorde Caniformia. Of de groep monofyletisch is of niet was lang een onderwerp van controverse vanwege de contrasterende zwemstijlen en morfologische verschillen tussen de zeehonden en de Otarioidea (oorrobben en walrussen). De Otarioidea hebben bijvoorbeeld het vermogen om hun achterpoten op het land om te draaien, waardoor ze een soort van viervoetige voortbeweging kunnen uitvoeren, in tegenstelling tot de zeehonden, die dat niet kunnen. Vanwege deze verschillen werd gedacht dat de groep mogelijk het resultaat van parallelle ontwikkelingen zou zijn. Een theorie was dat de zeehonden een otterachtige voorouder hebben, terwijl de walrussen en oorrobben een beerachtige voorouder hebben. Echter hebben moleculaire en morfologische onderzoeken aangetoond dat de groep wel monofyletisch is. Vandaag de dag is het daarom algemeen aanvaard dat de vinpotigen een clade vormen.